# Kanu-Sportgemeinschaft Wuppertal
Die Kanu-Sportgemeinschaft Wuppertal e. V., kurz KSGW, ist ein Kanusportverein mit Sitz in Wuppertal.
Die KSGW wurde im Jahre 1971 durch den Verein für Kanusport Wuppertal, die Wuppertaler Paddler-Gilde und den ESV Wuppertal-Ost gegründet. 1974 schied der ESV-Ost aus, dafür trat der Wuppertaler Kanu-Club bei.
Da im Kanurennsport keine Renngemeinschaften erlaubt waren, wollte man mit einer Trainings- und Wettkampfgemeinschaft die Kräfte der am Beyenburger Stausee nebeneinander angesiedelten Vereine bündeln, die zuvor konkurrierten. Die Eigenständigkeit der Trägervereine blieb erhalten; die KSG verfügt weder über ein Bootshaus noch in nennenswertem Umfang über eigene Boote. Die Sportler blieben auch nach der Gründung der KSGW Mitglieder ihrer Ursprungsvereine, die in anderen Kanu-Disziplinen (z. B. Kanupolo, Drachenboot) zum Teil auch unter ihrem eigenen Namen an Wettkämpfen teilnehmen.
Die KSGW avancierte in den 1970er und 1980er Jahren zum erfolgreichsten Kanurennsportverein der Bundesrepublik und holte mehr als 200 Deutsche Meistertitel, vor allem in den Canadier-Disziplinen. 1972 stellte die KSGW mit Hans-Martin Röse und Klaus von der Twer, 1984 und 1988 mit Ralf Wienand (nur 1984), Hartmut und Wolfram Faust Teilnehmer an den Olympischen Spielen, darüber hinaus nahmen zahlreiche Sportler des Vereins an Kanu-Weltmeisterschaften teil. Der letzte Meistertitel gelang jedoch im Jahre 1991.